# Едвард Джон Сміт
Капітан Е́двард Джон Сміт (англ. Edward John Smith; 27 січня 1850 — 15 квітня 1912) — англійський морський офіцер запасу, капітан судна. Був капітаном «Титаніка» і помер, коли корабель затонув у 1912 році.

## Біографія
Едвард Джон Сміт народився 27 січня 1850 року в містечку Генлі (унітарна одиниця Сток-он-Трент, Англія) в сім'ї гончаря Едварда Сміта і Кетрін Генкок. Провчившись у школі, у тринадцять років вирушив до Ліверпуля, щоб розпочати морську кар'єру. У 1867 році його узяли помічником до складу судна «Сенатор Уебер (Senator Weber)». Першим кораблем, яким командував Сміт, став 1000-тонний «Ліззі Феннелл (Lizzie Fennell)», що займався транспортуванням товарів. З 1880 року Сміт почав працювати на пасажирських суднах, влаштувавшись на роботу в компанію «White Star Line». Командував такими кораблями як «Маджестік (Majestic)», «Адріатік (Adriatic)» і «Олімпік (Olympic)». Попри те, що мав велику повагу, на суднах під його командуванням часто відбувалися інциденти. Так в 1889 році «Репаблік» під його командуванням сів на мілину, в 1904 році сталася пожежа на пароплаві «Маджестік», в 1906 році ще одна пожежа сталася на його пароплаві «Балтік», в 1909 році він посадив на мілину «Адріатик», а в 1911 році відбулося зіткнення «Олімпіка» під його керуванням і британського військового крейсера «Гоук (Hawke)».
Під час командування «Адріатиком», король Едвард VII нагородив Сміта медаллю «Decoration for Officers of the Royal Naval Reserve».
Попри такий послужний список, Сміта дуже шанували члени екіпажу та пасажири. Завдяки цьому, а також, не в останню чергу, через багатий досвід, йому було доручено командувати пасажирським лайнером «Титанік» під час його першого плавання, після чого Едвард Сміт планував вийти на пенсію.
10 квітня 1912 року Сміт, одягнений у капелюх-казанок і довге пальто, сів біля свого будинку в таксі та вирушив у саутгемптонській порт. Близько 7 години ранку він піднявся на борт «Титаніка», а о 12 годині лайнер відчалив від пристані, при цьому ледь не зіткнувшись з американським лайнером «Нью-Йорк». 14 квітня о 23.40 «Титанік» натрапив на айсберг; корпус судна отримав численні пробоїни, і корабель пішов на дно. Достеменно невідомо, як саме загинув у ту ніч капітан Сміт. Проте Роберт Баллард (він відшукав уламки корабля у 1985 році) у книжці «The Discovery of the Titanic» висловив припущення, що о 2.10 ночі, всього за 10 хвилин до остаточного занурення корабля під воду, Сміт повернувся на капітанський місток, де й зустрів смерть, мужньо виконавши свій останній службовий обов'язок. Згодом цю ідею використали у фільмі «Титанік» 1997 року, де роль капітана зіграв Бернард Гілл.

## Вшанування пам'яті

### Україна
- У місті Івано-Франківськ на території ресторану «Титанік» встановлено пам'ятник легендарному капітану корабля «Титанік» Едварду Джону Сміту. Сам ресторан «Титанік» стилізовано під події з однойменного фільму.

### Англія
- У місті Лічфілд відкрили пам'ятник Едварду Джону Сміту.